# Herát (provincie)
Herát (persky ولایت هرات‎, paštunsky د هرات ولایت‎) je jedna z třiceti čtyř provincií Afghánistánu, která se nachází v severozápadní části země. Spolu s provinciemi Badghis, Farah a Ghor tvoří severozápadní oblast Afghánistánu. Jeho hlavním městem a správním městem je Herát. Provincie Herát je rozdělena do asi 17 okresů a obsahuje více než 2 000 vesnic. Má populaci asi 3, 780, 000, což z něj činí druhou nejlidnatější provincii v Afghánistánu po provincii Kábul.  Obyvatelstvo je multietnické, ale převážně persky mluvící. Herát pochází z avestských dob a byl tradičně známý pro své víno. Město má řadu historických památek, včetně citadely Herat a komplexu Musalla.
Provincie Herát sdílí hranici s Íránem na západě a Turkmenistánem na severu, což z ní činí důležitý obchodní region. Očekává se, že Transafghánský plynovod (TAPI) povede přes Herát z Turkmenistánu do Pákistánu a Indie na jihu. Provincie má dvě letiště, jedno je mezinárodní letiště Herát v hlavním městě Herátu a druhé je na letecké základně Shindand, která je jednou z největších vojenských základen v Afghánistánu. Přehrada Salma, která je napájena řekou Hari, se také nachází v této provincii.